# Туркестан (град)
Вижте пояснителната страница за други значения на Туркестан.
Туркестан (на казахски: Түркістан) е град в Южен Казахстан, разположен недалеч от река Сърдаря.
През 2018 г. след отделянето на Шъмкент като самостоятелна административна единица Туркестан става административен център на новата Туркестанска област (бивша Южноказахстанска област).

## История
Туркестан е сред най-древните градове в Казахстан. Първите селища на територията на днешния град възникват преди около 500 години преди новата ера на кръстопътя на керванните маршрути между градовете Самарканд, Бухара и Хива.
През 10 век селището се е наричало Шавгар, а от 12 век – Ясъ. През Средновековието Ясъ вече е град-крепост.
В 12 век в града е живял и е погребан суфитският поет и философ Ходжа Ахмед Ясави- В периода 1396 – 1398 г. върху гроба му завоевателят Тамерлан започва да строи мавзолей с джамия, които стават известен религиозен център.. След смъртта на Тамерлан религиозният комплекс е достроен от бухарския хан Абдула-хан II. Значителна част от историческия град около Мавзолея на Ходжи Ахмеда Ясави е разрушена по време на Казахско-джунгарските войни в периода 17 – 18 век. Други важни исторически обекти в града са средновековна баня и 4 други мавзолея, включително на внучката на Тимур и 3 на казахстански ханове (управители).
През 15 век градът започва да се нарича с новото си име Туркестан. В периода 16 – 18 век е столица на Казахското ханство. Постепенно градът става политически център на казахската степ, но след напредването на завоевателните експедиции на Руската империя и свързаното с това отслабване на Казахското ханство, той е завладян от съседното Кокандско ханство през 1864 г. Впоследствие Туркестан е завладян от Руската империя и е включен в Туркестанско генерал-губернаторство. След падането на царският режим през 1917 – 1918 г. за кратко градът влиза в състава на Туркестанската автономна съветска социалистическа република. През 1924 г. е включен в състава на Казахската АССР в рамките на РСФСР.
През 2018 г. казахското правителство решава да отдели областния град Шъмкент от състава на Южноказахстанската област в самостоятелна административна единица. Административният център на региона се премества в град Туркестан, а областта е преименувана на Туркестанска област.

## География
Разположен е на 160 км северозападно от Шъмкент, на важната железопътна линия между Къзълорда и Ташкент.

## Население
Туркестан има население от 165 000 души (по данни от преброяването през 2019 г.). Населението му нараства с 10% от 1989 г. до 1999, което го прави вторият най-бързо развиващия се град в Казахстан след новата столица Астана.
Етническият състав на града се състои от: казахи – 52,5 %, узбеки – 45,2 %, други етнически групи – 2,3 %.

## Туризъм
През 2021 г. в Туркестан е открит най-големият туристически комплекс в Централна Азия „Керуен-Сарай“. В този уникален комплекс има търговци, занаятчии, летящ театър, амфитеатър за конни представления, базар, хотели, ресторанти, спа и фитнес център, кино, семеен развлекателен център и др.